# Neustadt an der Orla
Neustadt an der Orla är en stad i Saale-Orla-Kreis i förbundslandet Thüringen i Tyskland.
Staden ingår i förvaltningsgemenskapen Neustadt an der Orla tillsammans med kommunen Kospoda.